# کاتالان شمال‌غربی

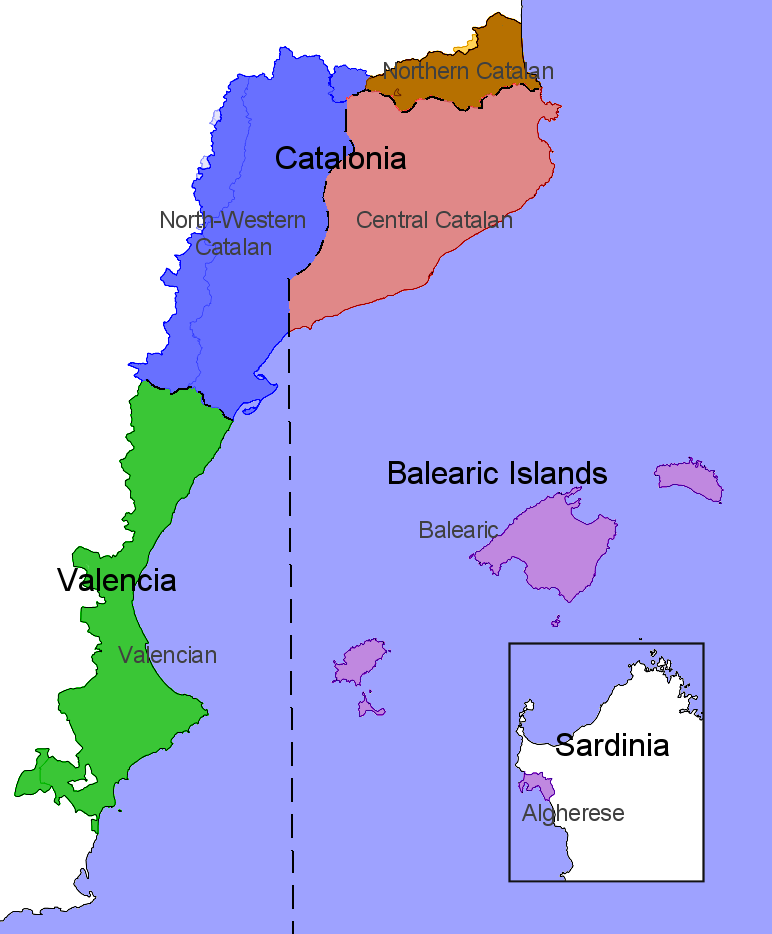
نقشه گویش‌های کاتالان، کاتالان شمال‌غربی به رنگ آبی

کاتالان شمال‌غربی (Català nord-occidental) گویشی از زبان کاتالان است که بیشتر در غرب سرزمین کاتالونیا گفتگو می‌شود. گاه به این گویش لریدایی (Lleidatà) گفته می‌شود، در حالی که لهجه شهر لریدا فقط یکی از زیرگروه‌های این گویش است.
نخستین متونی که از کاتالان موجودند، به این گویش نوشته شده‌اند؛ هرچند امروزه کاتالان معیار بیشتر بر پایه کاتالان مرکزی (گویش شهر بارسلونا) است.